# Louis-François-Gabriel d'Orléans de La Motte
Louis-François-Gabriel d'Orléans de La Motte, né à Carpentras le 13 janvier 1683 et mort le 10 juin 1774 à Amiens est un homme d'Église français des XVIIe et XVIIIe siècles. Il est évêque d'Amiens de 1733 à 1774.

## Biographie

### Famille
Louis-François-Gabriel d'Orléans de La Motte est issu d'une famille originaire de Vicence, en Italie et installée dans le Comtat Venaissin depuis le XIVe siècle. Le nom originel de la famille était Aureliani, il a été francisé en d'Orléans. Son père était le chevalier Joseph d'Orléans, seigneur de La Mothe et sa mère était Marthe-Ursule de Blegiers d'Antelon.

### Un début carrière conséquent
Louis-François-Gabriel d'Orléans de La Motte commença ses études chez les Jésuites d'Avignon  puis entra au séminaire de Viviers dirigé alors par Pierre Sabatier et les poursuivit à l'université de la Sapience de Rome et devint docteur en théologie. Toute sa vie, il manifesta un attachement au Saint-Siège.
Il commence sa carrière ecclésiastique comme théologal du diocèse de Carpentras avant de devenir le vicaire général de l'archevêque d'Arles, Jacques de Forbin-Janson, fonction dans laquelle il se dévoua pendant la peste de 1720-1721. Il est présent au concile d'Embrun. Après la condamnation de Jean Soanen, il fut nommé vicaire général et administrateur du diocèse de Senez  de 1728 à 1733 à la suite de Jean d'Yse de Saléon . Il dut sa nomination à l'évêché d'Amiens au cardinal de Fleury.

### Un évêque restaurateur
Il prit possession de l'évêché d'Amiens le 11 mai 1733, et fut sacré le 4 juillet 1734. Il fut également abbé commendataire de l'abbaye de Valloires qu'il fit reconstruire dans sa totalité. 
La Motte se révéla un évêque combatif, il déploya une grande activité pastorale par ses mandements, instructions, lettres circulaires, pour encadrer le clergé et la vie liturgique. Il publia un nouveau bréviaire en 1746 et un nouveau missel en 1752 et multiplia les prières publiques et les processions. Il mena des actions envers les pauvres et encouragea les missions dans son diocèse. Il affirma tout au long de son ministère son soutien résolu aux Jésuites et son hostilité aux jansénistes et aux parlementaires.
Il devint, de ce fait, pour les philosophes et les jansénistes le symbole du fanatisme  et fut la cible de choix pour les publicistes du royaume. La Motte songea, en 1755, à quitter le siècle pour la vie monastique à La Trappe mais devant le refus de Louis XV, il resta à la tête de son évêché.
Il finança également les travaux d'embellissement de la maison du Chapitre de Croissy-sur-Celle, qui eurent lieu de 1734 à 1767. Il fut l'initiateur de travaux concernant la chapelle Saint-Vincent-de-Paul d'Amiens et la cathédrale Notre-Dame d'Amiens.

### Un acteur de l'affaire du Chevalier de La Barre
En 1765, alors que l'affaire qui mettait en cause le chevalier de La Barre secouait la ville d'Abbeville, La Motte décida de présider une cérémonie d'amende honorable, en présence des corps constitués et des représentants des métiers de la ville. Le prélat, âgé de 80 ans, parcourut les rues d'Abbeville, pieds nus, la corde au cou, un cierge à la main et se rendit au pont, lieu du sacrilège et y prononça, devant les fidèles, une harangue qui proclamait que les coupables « s'étaient rendus dignes des derniers supplices en ce monde et des peines éternelles dans l'autre. »
Malgré l'absence de preuve, sur la foi de témoignages douteux, le chevalier de La Barre fut condamné à mort le 4 juin 1766. La Motte intervint alors auprès de Louis XV pour qu'il accordât sa grâce au chevalier au vu de la minceur du dossier d'instruction et du fait que la condamnation à mort avait été rendue en toute illégalité, mais le roi refusa d'user de son droit de grâce.

### La fin d'un long épiscopat
En 177?, il fit don des reliques de saint Félicien à la paroisse de Conteville, comme l'atteste l'acte dressé par le curé de celle-ci qui indique : 

« Avoir fait la déposition des reliques de St Félicien dont [l'évêque d'Amiens] nous a fait don dans un petit reliquaire de bois doré et nous l'avons placé dans une […] pratiqué[e] dans le coffre de notre autel dudit Conteville (…) »

Après 41 ans d'épiscopat, Orléans de La Motte mourut le 10 juin 1774 à Amiens et fut inhumé dans le chœur de la cathédrale Notre-Dame.

## Héraldique
De gueules au léopard lionné d'or et une burelle d'azur brochant sur le tout, au chef d'or chargé d'une aigle de sable.
Ses sceaux privés portent les mêmes armes.